# Trenca (indumentària)

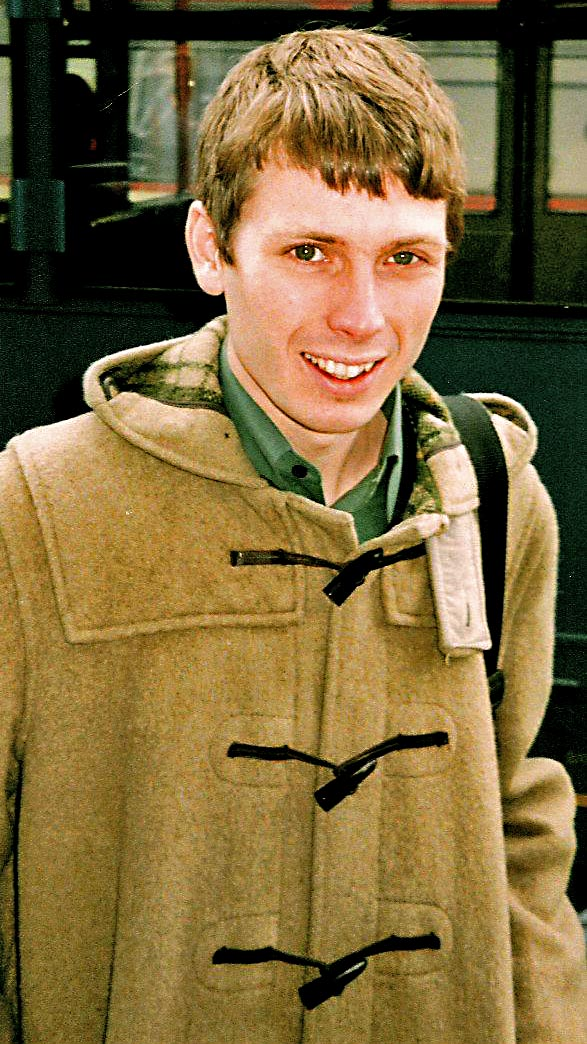
Jove amb trenca

La trenca és una peça d'abrigar superior, folgada, recta, llarga fins a mitja cuixa i amb gran caputxa incorporada, que tanca mitjançant un sistema característic de botons de banya allargats i alamares, a manera de gafets. Usualment és de llana, amb folre de tartà. Els colors més habituals són el blau marí i els tons de tipus caqui.
La trenca fou creada com a peça d'abrigar per a l'Armada britànica, que la usà a partir de la Primera Guerra Mundial. Durant la Segona Guerra Mundial fou popularitzada pel general Montgomery, que la utilitzava irreglamentàriament; de fet, hi ha llengües, com ara l'italià, en què la trenca és coneguda com a montgomery.
En la segona postguerra mundial la trenca es posà de moda com a abric civil, primer al Regne Unit i tot seguit a l'Europa continental i a Nord-amèrica. Era usada, sobretot, per infants i jovent, i també es vinculava a estudiants universitaris i a intel·lectuals i militants d'esquerra; entre els usuaris de la trenca hi hagué personatges ben destacats del món de la cultura, de Jean-Paul Sartre a José Afonso. Alhora, sovint també se li atribuïen connotacions de classe alta i, més endavant, de provincianisme.
La trenca passà de moda a mitjans dels anys setanta; de llavors ençà ha conegut períodes de retorn, però ja sense el relatiu predomini de què havia gaudit.

## Nota
1. ↑  Val la pena constatar, de passada, que en portuguès la trenca es coneix com a canadiana ('canadenca'). Emperò, no s'ha de confondre la canadiana portuguesa ('trenca') amb la canadenca del català, que en portuguès es coneix amb el gal·licisme canadienne.